# فرناندو کوراس
فرناندو کوراس (انگلیسی: Fernando Currás؛ زادهٔ ۱۹ فوریهٔ ۱۹۷۷) بازیکن فوتبال اهل اسپانیا است.
از باشگاه‌هایی که در آن بازی کرده‌است می‌توان به باشگاه فوتبال آلکورکون و باشگاه فوتبال ختافه اشاره کرد.